# Oxyopomyrmex
Oxyopomyrmex is een geslacht van mieren uit de onderfamilie van de Myrmicinae (Knoopmieren).

## Soorten
- O. emeryi Santschi, 1908
- O. gaetulus Santschi, 1929
- O. insularis Santschi, 1908
- O. krueperi Forel, 1911
- O. lagoi Menozzi, 1936
- O. oculatus André, 1881
- O. sabulonis Santschi, 1915
- O. santschii Forel, 1904
- O. saulcyi Emery, 1889